# Vol Aeroflot 846
Le Vol Aeroflot 846 est un vol durant lequel un accident aérien impliquant un Tupolev Tu-154 de la compagnie aérienne Aeroflot, qui se produit le lundi 30 juin 2008 à l'aéroport de Poulkovo à Saint-Pétersbourg. Aucun des passagers n'est blessé.

## Avion
Le Tu-154M avec le numéro de série 89A825 (numéro de série — 0825) est fabriqué par l'usine aéronautique de Kouïbychev en 1990. L'avion est livré au Ministère de l'Aviation civile de l'URSS, qui lui attribue le numéro d'enregistrement CCCP-85667 et l'affecte au premier escadron aérien unifié de Magadan du Département de l'Aviation civile de Magadan, où il commence à être exploité le 8 février. En 1994, après la transformation de l'escadron aérien de Magadan en compagnie aérienne Mavial, l'appareil 85667 rejoint la flotte de cette dernière. En 2002, sous l'immatriculation EP-LCD, l'appareil est loué à la compagnie aérienne iranienne Kish Airlines, puis en 2004, de nouveau sous l'immatriculation RA-85667, il est loué à la compagnie Vladivostok Avia, avant de retourner à Mavial en 2005. Le 19 mars 2007, l'appareil est acquis par la compagnie Aeroflot. C'est l'un des deux appareils d'Aeroflot autorisés à voler aux États-Unis.

## Accident
L'avion effectue le vol intérieur SU-846 de Saint-Pétersbourg à Moscou. L'équipage se compose de 9 personnes, le commandant (CDB) est S. G. Yepryntsev. À bord se trouvent 103 passagers, dont 2 enfants. À 15h48, le décollage commence, lorsque à une vitesse d'environ 60 km/h, l'équipage ressent un fort impact, suivi d'une chute des tours dans le premier moteur (gauche) à zéro. Ayant identifié la panne du moteur, l'équipage interrompt immédiatement le décollage interrompu,.
Lors de l'inspection du moteur gauche D-30KU-154 (numéro de série —03059338912424), il est découvert que le disque 40-01-577 de la première étape du compresseur basse pression s'est désintégré au passage en régime nominal. Grâce au déclenchement en temps opportun du système automatique de lutte contre l'incendie, aucun incendie ne s'est déclaré lors de la panne du moteur. Aucun des 112 passagers à bord n'est blessé ; l'avion est mis en réserve à l'aéroport de Poulkovo.

## Indemnités d'assurance
L'appareil 85667 est assuré par la compagnie Moscou (OAO SK „Moscou“) pour le risque dommage à hauteur de 1 315 364 dollars américains, soit 42 196 482 roubles et 51 kopecks selon le taux de change de l'époque. Quant à la réparation de l'avion, une évaluation effectuée en septembre 2008 estime le coût des réparations à 43 000 000 roubles, et après tous les calculs, le coût total, y compris la livraison de Saint-Pétersbourg à Samara, atteint 69 306 319 roubles et 64 kopecks. Par conséquent, le coût des réparations dépasse considérablement les indemnités d'assurance, ce qui rend la réparation de l'avion économiquement non viable. En août 2009, le Tu-154 est mis à la ferraille.

## Causes

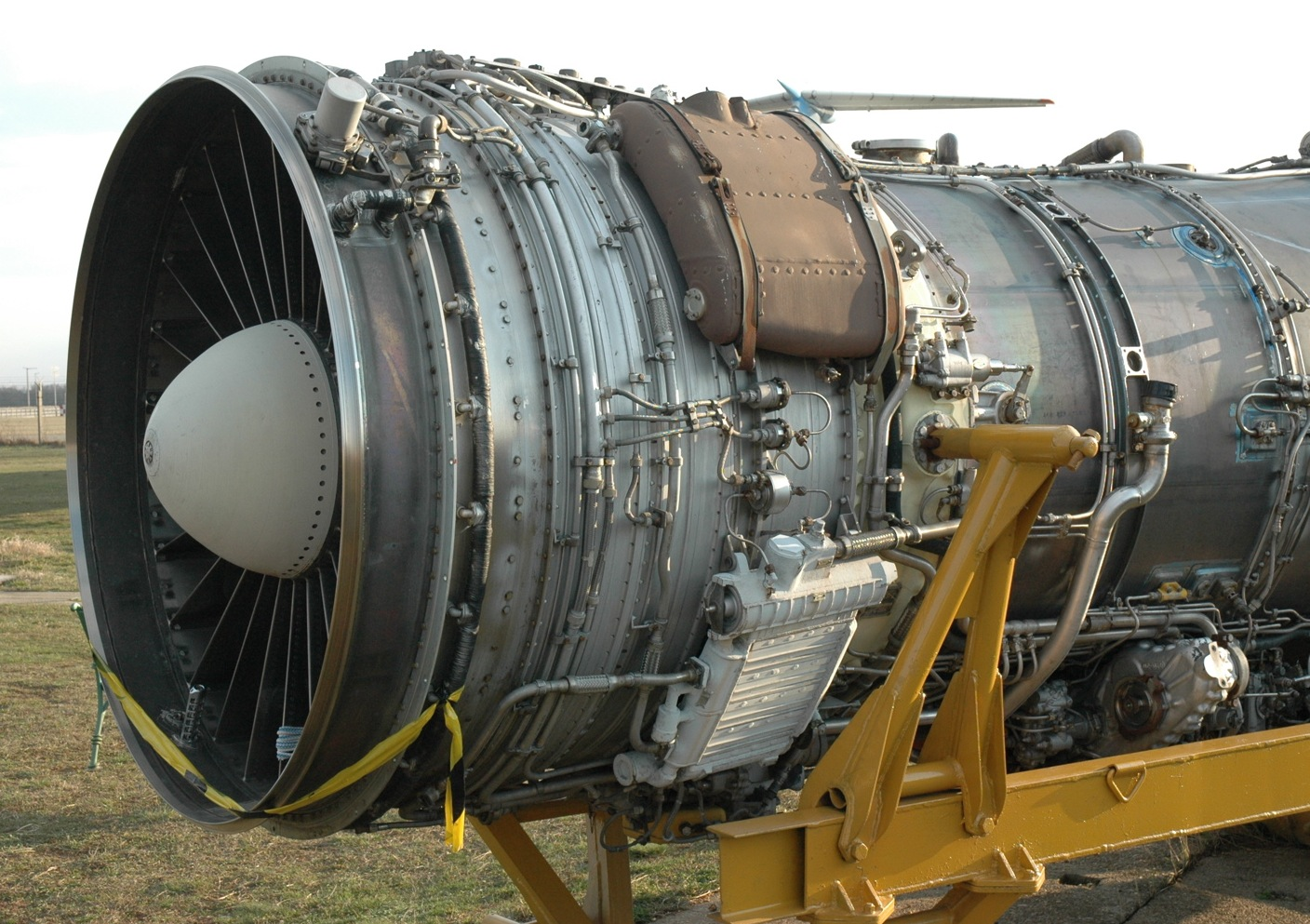
Vue du compresseur basse pression du moteur D-30KU-154

Le Centre Fédéral de l'État Sécurité des vols dans le transport aérien mène une étude du disque 40-01-577 défectueux et le 21 octobre 2008, il émet le rapport n° 9297 I/103, selon lequel la rupture du disque est due à une fatigue multi-cycle. De nombreux foyers de fissuration proches de la surface sont trouvés, situés dans la zone de l'angle formé par l'encoche sous l'aube et le bord arrière de la jante du disque. Les vibrations à haute fréquence des aubes et les vibrations à basse fréquence du disque générées par le fonctionnement du moteur ont engendré des vibrations propres du disque, créant ainsi une charge cyclique conduisant à la formation de fissures de fatigue. Les investigations montrent qu'il y a un niveau élevé de contraintes résiduelles dans la zone de rupture en raison de la structure fibreuse conservée, ce qui rend le matériau du disque trop sensible aux conditions de chargement pendant l'exploitation, formant ainsi des zones de rupture quasi-fragiles avec un relief en facettes de longueur significative. En d'autres termes, le matériau du disque s'est avéré trop fragile.
Le 23 décembre 2008, le rapport final est approuvé, selon lequel la rupture du disque de la première étape du compresseur basse pression, ayant conduit à un grave incident aérien, est causée non par des violations d'exploitation, mais par un défaut de conception et de fabrication, donc imputable au fabricant du moteur — l'Institut de Recherche et de Production Saturn.

## Conséquences
Après l'incident de Saint-Pétersbourg, la compagnie Aeroflot décide à partir du dernier trimestre 2008 de retirer tous les Tu-154 restants de sa flotte, les remplaçant par des appareils de la famille Airbus A320, transition achevée en 2010.
En mars 2011, après plusieurs incidents et accidents impliquant des Tu-154 (comme les atterrissages d'urgence à Domodedovo et à Izhma), Rosaviatsia recommande en juin 2011 de suspendre temporairement l'exploitation des Tu-154M jusqu'à ce que trois principales défaillances soient corrigées : absence de signalisation de l'état défectueux de la batterie, absence de signalisation de l'état hors tension des pompes d'alimentation en carburant, ainsi que des problèmes de formation de fissures de fatigue dans le disque de la première étape du compresseur basse pression sur certains moteurs D-30KU-154. Et bien que les deux premières corrections soient considérées comme inutiles par les experts, la troisième est jugée très complexe. À partir de juin 2020, il n'y a plus qu'un seul Tu-154 exploité par les compagnies aériennes russes — l'appareil RA-85757 de Alrosa (le certificat de navigabilité de cet avion expire le 30 octobre 2020).